# مرکز جهانی شنگلونگ
مرکز جهانی شنگلونگ (انگلیسی: Shenglong Global Center) یک آسمانخراش بسیار بلند در فوژو، فوجیان، چین است. این برج ۳۰۰ متر (۹۸۴.۳ فوت) ارتفاع دارد. ساخت آن در سال ۲۰۱۲ آغاز شد و در سال ۲۰۱۹ به پایان رسید.